# 木上螞蟻

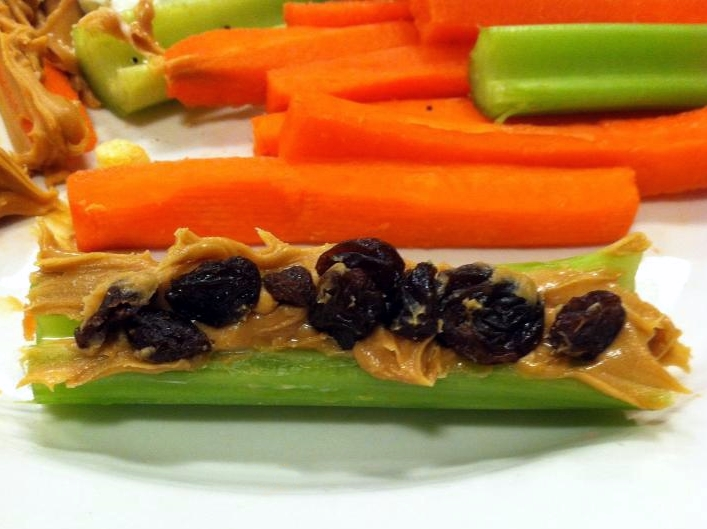
這項食品是花生酱做的

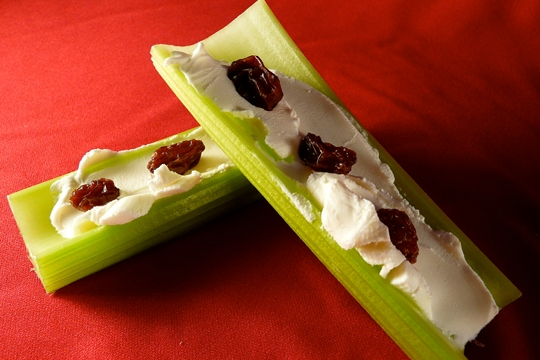
“螞蟻在雪木上”使用奶油芝士

木上螞蟻（英語：Ants on a log）是將花生酱、奶油芝士、里科塔奶酪或其它抹醬塗在旱芹、椒鹽卷餅或香蕉，然後放葡萄乾（切丁油橄欖、巧克力片等）的小吃。據推測，其可能源自於20世紀50年代。是伊利诺伊大学厄巴纳-香槟分校麥金利健康中心推薦健康點心。其有趣的名字和朴素的口味對孩子們很有吸引力。

## 起源
Fannie Merritt Farmer 所著的《Catering for Special Occasions with Menus and Recipes》一書收錄了芹菜配羊乳乾酪等菜譜；之後，塞芹菜在1900年代初就成為了一種流行的小吃。
芹菜常見的餡料是乳酪，其中最受歡迎是奶油乳酪，上面通常放有酸豆或橄欖。但花生醬/葡萄乾組合的木上螞蟻發明者未知。許多人歸功於女童軍。早在1946年，該食譜就在女童軍食譜多次迭代，雖然當時叫芹菜棒且沒葡萄乾。

1959年2月15日《明尼阿波利斯每日星报》首次提到木上的螞蟻，原文寫：
Anne Marie is working on snacks. Popcorn, cheese dips, and the other night, ants on a log have been some of the foods the family has shared.
安妮瑪麗正制造零食。這家人分享的食物：爆米花、起司醬，還有另一天晚上的木頭上的蟻。

## 變種
木上螞蟻有很多種，包括：
- “蚊在木”（Gnat on a log）：鵝莓[5]
- “螞蟻在度假”（Ants on vacation）：沒有「螞蟻」（葡萄乾）[3]
- “蟻在水滑道”（Ants on a Slip 'n Slide）：在加葡萄乾前先放在花生醬上添加蜂蜜[6]
- “河馬在托馬斯”（Hippopotamuses on Thomases）：半片英式瑪芬與花生醬和李子乾[7]

## 流行文化
- 在《辦公室（英语：The Office (American season 6)）》的經理和推銷員（英语：The Manager and the Salesman）集艾琳透露，麥可每天下午2:30都會讓她帶這項食品。
- 《一美元（英语：One Dollar (TV series)）》第一季「威爾森·福爾比」，特麗米切爾的朋友就向孩子們提供這項食品。
- 《維度20（英语：Dimension 20）》幻想高中第一季第五集「小精靈與重寫本」，戈爾古格的侏儒父母帶了這項食品參加冒險派對。派对、富家子弟法比安錯誤地認為他的朋友正在吃真正的螞蟻。